# Негу-бей
Негу-бей або Нікпай Огул (*д/н — 1272) — 8-й хан Чагатайського улусу в 1271—1272 роках.

## Життєпис
Походив з династії Чингізидів. Син Сарбана і онук хана Чагатая. Про дату народження та молоді роки нічого невідомо. Був вірним прихильником хана Хайду, з яким боровся проти великого кагана та імператора Юань Хубілая й Барак-хана, правителя Чагатайського улусу. У 1271 році після смерті Барак-хана за сприяння Хайду стає новим правителем Чагатайського улусу. Водночас мусив визнати зверхність Хайду. Того ж року за підтримки Негу-бея відкупником Мавераннахра Масуд-беком проведена грошова реформа, започаткувавши перше повноцінне карбування срібних монет в улусі.
Вже 1272 року, скориставшись повстаннями синів колишніх ханів Алгу і Барак-хана в Семиріччі, Негу-бей сам виступив проти Хайду, але доволі швидко зазнав поразки. Намагався рушити на з'єднання з Хубілаєм, проте потрапив у полон й був убитий. Новим правителем Чагатаїв став Буга-Тимур.